# 彼得·迪特里希
彼得·迪特里希（德語：Peter Dietrich，1944年3月6日—），德国前男子足球运动员，场上位置是中场。他曾代表西德国家队参加1970年国际足联世界杯，结果队伍获得季军。